# Tour de Norvège féminin
Le Tour de Norvège féminin (Tour of Norway Women), est une course cycliste féminine par étapes qui se tient en Norvège au mois de juin, depuis sa création en 2025. Elle est classée 2.1 dans le calendrier officiel de l'UCI. La course est organisée par les mêmes organisateurs que le Tour de Norvège masculin
Un Tour de Norvège féminin était déjà disputé entre 1984 et 1990 sous le nom de Postgiro, puis de 2014 à 2021 sous le nom de Ladies Tour of Norway. 

## Palmarès
| Année | Vainqueur             | Deuxième         | Troisième      |
| ----- | --------------------- | ---------------- | -------------- |
| 2025  | Mie Bjørndal Ottestad | Justine Ghekiere | Lauren Dickson |